# 千葉県薬剤師会
一般社団法人千葉県薬剤師会（ちばけんやくざいしかい、英: Chiba Pharmaceutical Association）は、千葉県の薬剤師を会員とする法人。

## 本部所在地
〒260-0025 千葉県千葉市中央区問屋町9-2

## 部・委員会
- 総務部 (事務局)		
  - 総務委員会
  - 会員管理委員会
  - 財務委員会

- 医療福祉部	
  - 医療保険委員会
  - 介護保険委員会

- 薬学生対策部		
  - 薬学生対策委員会
  - ワークショップ委員会

- 情報部 (薬事情報センター)	
  - 広報委員会
  - 情報委員会
  - 薬事情報センター運営委員会
  - 薬事情報センター研究部門

- 地域支援部		
  - 薬局委員会
  - 分業委員会
  - 医療安全管理委員会
  - 薬・薬・学連携特別委員会
  - 学術大会プロジェクト

- 渉外部